# Prasinocyma caniola
Prasinocyma caniola là một loài bướm đêm trong họ Geometridae.